# Il est tard, mais pourquoi
 (mai 2021).
Il est tard, mais pourquoi (Muộn rồi mà sao còn en vietnamien) est une chanson enregistrée par l'auteur-compositeur-interprète vietnamien Son Tung M-TP et produite et mixée par lui-même. 
La chanson a été promue et interprétée pour la première fois le 24 avril 2021, via une performance en ligne intitulée Startling 1 sur POPS, puis officiellement publiée le 29 avril 2021. La Vidéo de la chanson est sortie sur YouTube le 29 avril 2021.